# 척수신경 앞뿌리
해부학 및 신경학에서 척수신경 앞뿌리 (anterior root of spinal nerve) 또는 척수신경 배뿌리(ventral root of spinal nerve) 또는 운동뿌리(motor root)는 척수신경의 원심성 운동 뿌리이다.
말단부에서 배뿌리는 등뿌리와 결합하여 혼합 척수 신경을 형성한다.

## 같이 보기
- 척수신경 뒤뿌리
- 앞회색질기둥
- 알파 운동 신경세포